# 堺浜シーサイドステージ
堺浜シーサイドステージ（さかいはまシーサイドステージ）は、大阪府堺市堺区築港八幡町にある商業施設である。堺浜えんため館と堺浜楽天温泉 祥福から成る。 

## 概要
新日本製鐵堺製鐵所の高炉休止・事業所縮小（1990年）によって生じた遊休地を開発する計画により2006年3月21日に開業した。堺市内の同社の土地を利用した大型商業施設はダイヤモンドシティ・プラウ（現イオンモール堺北花田）に次いで2か所目となる。同年4月15日には松竹系の複合映画館「MOVIX堺」などが入居する複合娯楽施設「堺えんため館」が、2007年4月には大小18の温泉や9種のサウナを擁する「堺浜楽天温泉 祥福」がそれぞれオープンした。
北にJ-GREEN堺、南に堺ディスプレイプロダクト堺工場がある。施設へのアクセスは車での利用だけでなく、堺市側からは南海堺駅西口、堺東駅から南海バスを利用するが、施設内の指定店舗の利用でバス利用券が配布され無料で乗降者が可能。大阪市内の住之江公園駅（地下鉄四つ橋線・ニュートラム）から無料のシャトルバスが定時運航している。かつてはLRTの乗り入れも検討されていた。
もともと旧堺港を指した堺浜という名称を使用しているが、大和川 - 古川（内川放水路）間の旧三宝村沖埋立地（堺泉北臨海工業地帯堺2区）に位置する。阪神高速4号湾岸線の最寄出入口も大浜（堺市街）ではなく、三宝となる。

## 主なショップ
- 堺浜えんため館
  - MOVIX堺 - 映画館
  - ゲームパニック堺 - ゲームセンター
  - パニックボウル堺 - ボウリング場
  - キッズキャッスル堺 - 室内遊び場
  - オーガニックカフェ - カフェ
  - ココス - ファミリーレストラン
  - かつ処 季の屋 - とんかつ
  - ペゴパ - 朝鮮料理
  - サンラッキー - パチンコ
- 堺浜楽天温泉 祥福 - スーパー銭湯

## かつてあったショップ
- ホームズ - ホームセンター(ホームセンターは2010年12月30日閉店、家具フロアは2011年1月10日閉店）
- ケーズデンキ - 家電量販店（2014年9月15日閉店）
- ジャック&ベティ - パチンコ（2014年9月15日閉店）
- 回転寿司 海鮮料理 魚魚市場 - 回転寿司（2014年8月31日閉店）

## アクセス

### バス
- 南海バス
  - 16、17系統北循環線
    - 堺東駅前→堺浜シーサイドステージ・25～30分
    - 堺駅西口→堺浜シーサイドステージ・15～20分

なお、堺浜シーサイドステージ停留所での乗降車の運賃扱いについて、施設利用外の乗客（J-GREEN堺など）への対策のため、以下のように変更されている。
- 2007年7月21日～2009年8月31日まで　当停留所乗降車の場合は運賃は無料
- 2009年9月1日～2010年9月30日まで　当停留所乗降車の場合は運賃は無料、ただし平日午前9時までに当停留所に到着する便は有料[7]。
- 2010年10月1日～現在　堺浜シーサイドステージ内にある店舗（堺浜えんため館の一部店舗）を利用し、「南海バス利用券」（当停留所乗車分は当日限り有効、次回来店用の当停留所降車分は発行日から3か月間有効）を発行してもらう必要がある、したがって初めて当停留所で降車する場合は運賃が必要となった。但しこの利用券は平日午前9時までに到着する便では利用できない[8][9]。

- 南海バス
  - 91系統匠町行き
    - 住之江公園駅前→堺浜南・16分（バス停から堺浜シーサイドステージまで徒歩2分）

- 住之江公園駅から無料シャトルバス（えんため館発着）も運行されている。